# Série alternée des entiers

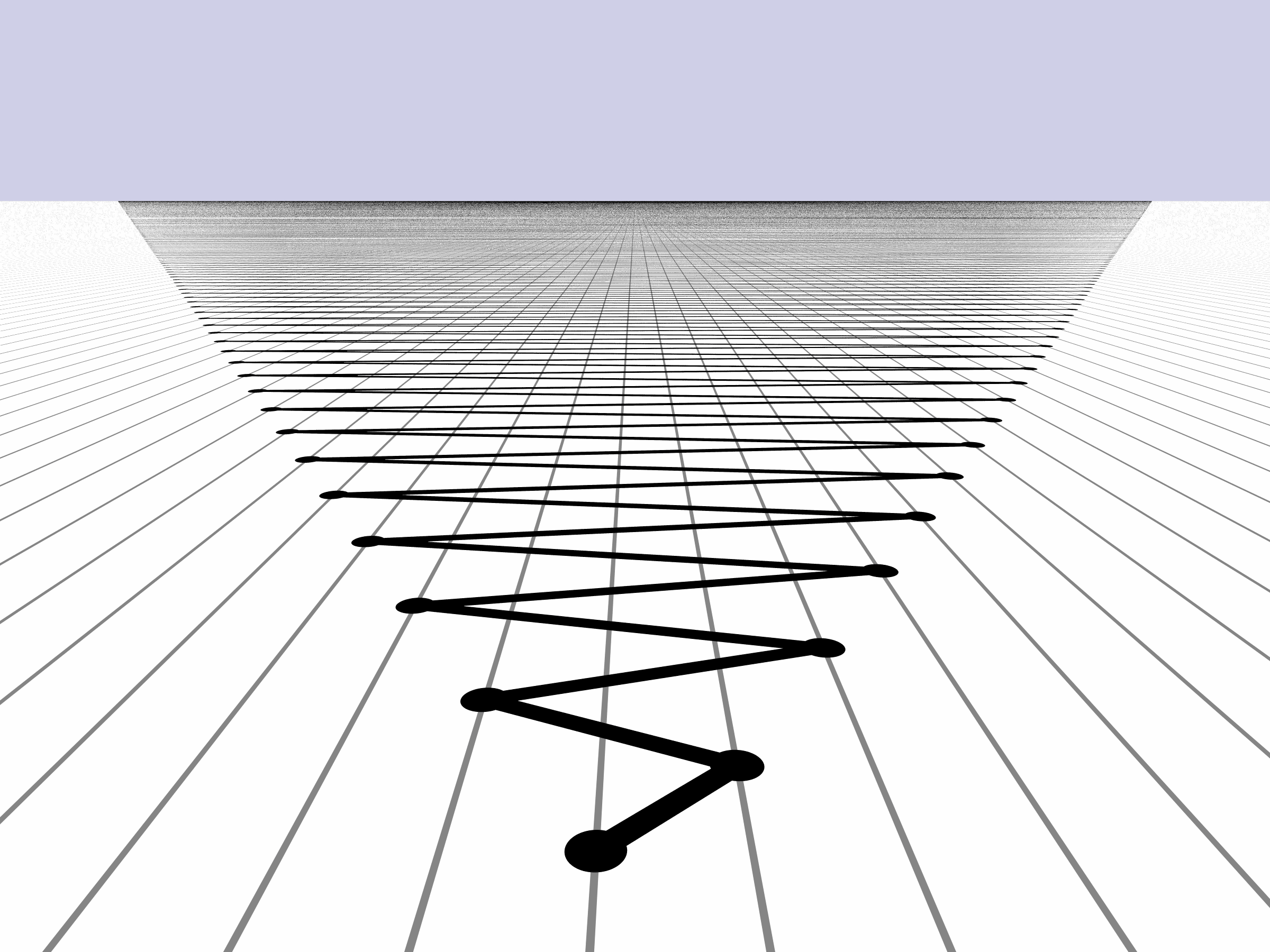
Les premiers milliers de termes et de sommes partielles de 1 − 2 + 3 − 4 + …

En mathématiques, la série alternée des entiers est la série associée à la suite des nombres entiers (strictement positifs), affectés de signes alternés. Les sommes partielles de cette série peuvent donc s'écrire sous la forme :
{\displaystyle S_{m}=1-2+3-4+\cdots +m(-1)^{m-1}=\sum _{n=1}^{m}n(-1)^{n-1}.}
Cette série est divergente car la suite des sommes partielles 
{\displaystyle (S_{m})=(1,-1,2,-2,3,-3,\ldots m,-m\ldots )}
est une suite divergente et n'admet donc pas de limite finie. Cependant, au cours du XVIIIe siècle, Leonhard Euler écrivit l'identité suivante, qu'il qualifia de paradoxale :
{\displaystyle 1-2+3-4+\cdots ={\frac {1}{4}}.}
Aucune justification rigoureuse de cette identité n'était alors disponible. En 1890, Ernesto Cesàro, Émile Borel et d'autres recherchèrent des méthodes générales pour sommer des séries divergentes, c'est-à-dire donner une valeur à leur somme. Dans le cas de la série 1 – 2 + 3 – 4 + …, nombre de ces méthodes aboutissent bien à la valeur 1⁄4, par exemple la sommation d'Abel, mais d'autres non, comme le lemme de Cesàro, qui échoue à déterminer une somme.
Cette série et la série de Grandi {\displaystyle 1-1+1-1\ldots } sont liées et Euler les considérait comme des cas particuliers des séries de puissances alternées (1 − 2n + 3n − 4n + …, pour n entier naturel quelconque). Cette étude prenait racine dans le problème de Bâle, pour en venir à considérer les équations fonctionnelles des fonctions êta de Dirichlet et zêta de Riemann.

## Divergence
La divergence de la série peut être établie par le fait que la suite de ses termes successifs ne tend pas vers 0 (série dite grossièrement divergente, par un critère classique). Cependant, cette divergence peut être établie par un argument plus précis, en effet la suite des sommes partielles prend comme valeur chaque entier relatif exactement une fois :
1 = 1,
1 − 2 = −1,
1 − 2 + 3 = 2,
1 − 2 + 3 − 4 = −2,
1 − 2 + 3 − 4 + 5 = 3,
1 − 2 + 3 − 4 + 5 − 6 = −3,
…

## Des heuristiques pour la sommation
On peut trouver la valeur associée à cette somme par des heuristiques.

### Stabilité et linéarité
On suppose ici qu'on puisse donner un sens à l'écriture s = 1 − 2 + 3 − 4 + … pour un certain nombre s, et que les manipulations suivantes, dites linéaires, soient autorisées, en accord avec cette convention :
{\displaystyle {\begin{array}{rclllll}4s&=&&(1-2+3-4+\cdots )&+(1-2+3-4+\cdots )&+(1-2+3-4+\cdots )&+(1-2+3-4+\cdots )\\&=&&(1-2+3-4+\cdots )&+1+(-2+3-4+5+\cdots )&+1+(-2+3-4+5+\cdots )&-1+(3-4+5-6\cdots )\\&=&1+[&(1-2-2+3)&+(-2+3+3-4)&+(3-4-4+5)&+(-4+5+5-6)+\cdots ]\\&=&1+[&0+0+0+0+\cdots ]\\4s&=&1\end{array}}}

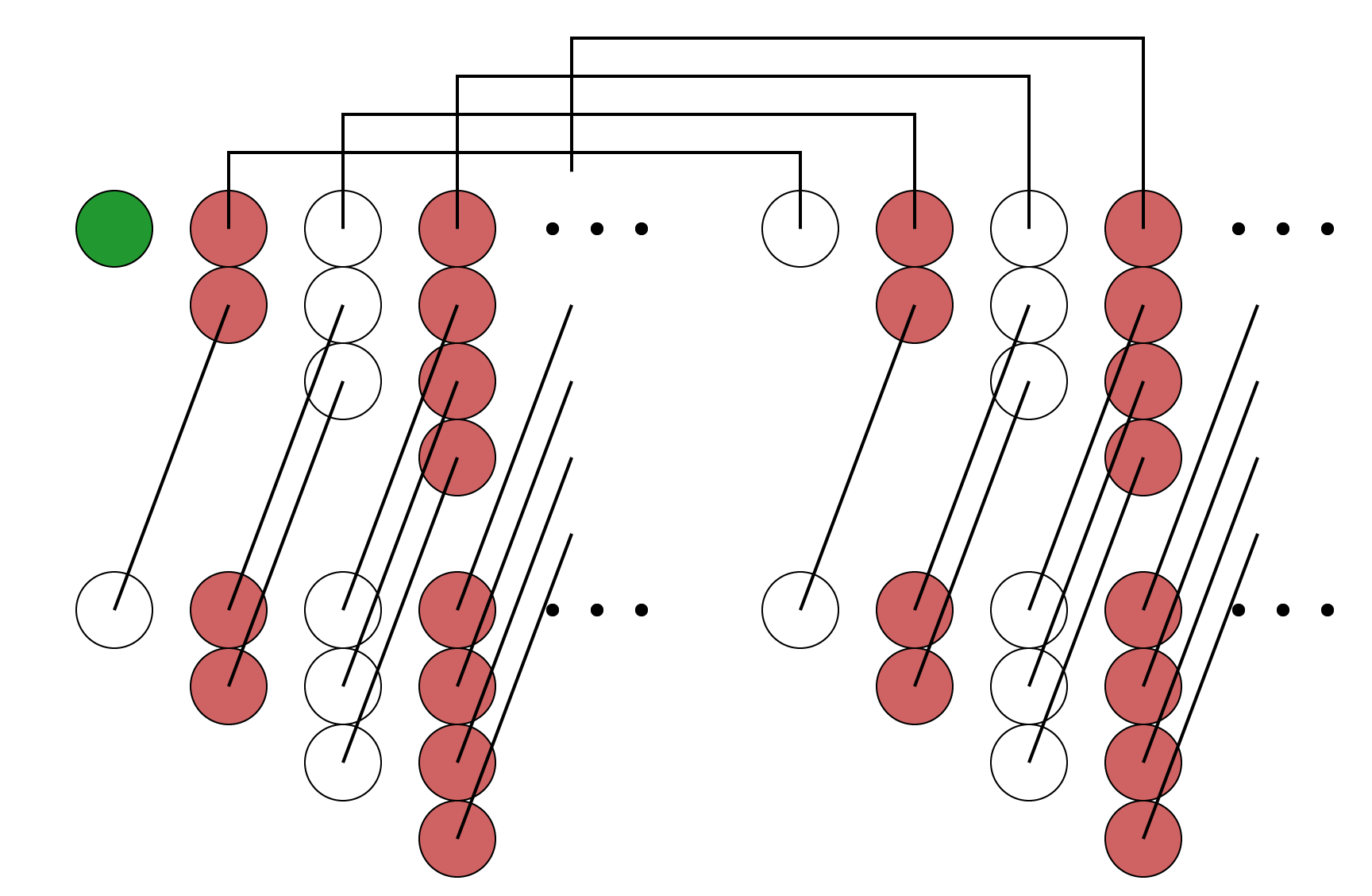
Additionner 4 copies de 1 − 2 + 3 − 4 + …, en utilisant uniquement des décalages et des sommes termes à termes donne 1. Les côtés droit et gauche montrent chacun l'addition de deux copies de 1 − 2 + 3 − 4 + …, aboutissant à 1 − 1 + 1 − 1 + …

Ceci permet d'aboutir à l'identité s = 1⁄4. Bien que la série soit divergente, cette valeur est la plus naturelle qu'on puisse donner à sa somme.
Une généralisation de la définition de la somme d'une série divergente est appelée méthode de sommation ; une telle méthode ne parvient pas forcément à sommer toutes les séries. Plusieurs méthodes distinctes peuvent être envisagées ; elles sont analysées en fonction des propriétés des sommes de séries convergentes qui restent vraies avec ces nouvelles méthodes plus générales. Le calcul précédent montre en fait que toute méthode de sommation stable (ce qui correspond aux opérations effectuées pour isoler les premiers termes dans le calcul ci-dessus) et linéaire (multiplication par 4 et parenthésage) qui parvient à sommer la série 1 − 2 + 3 − 4 + … lui assignera la valeur 1⁄4.
On remarque par ailleurs les identités :
{\displaystyle {\begin{array}{rcllll}2s&=&&(1-2+3-4+\cdots )&+&(1-2+3-4+\cdots )\\&=&1+&(-2+3-4+\cdots )&+1-2&+(3-4+5\cdots )\\&=&0+&(-2+3)+(3-4)+(-4+5)+\cdots \\{\frac {1}{2}}&=&&1-1+1-1\cdots \\\end{array}}}
qui montrent qu'une méthode ayant ces propriétés parvient aussi à sommer la série de Grandi, à la valeur 1⁄2.

### Produit de Cauchy
En 1891, Cesàro souligne : « Nous sommes déjà en mesure d'écrire (1 − 1 + 1 − 1 + …)² = 1 − 2 + 3 − 4 + … et d'affirmer que les deux membres valent 1⁄4,. » Pour Cesàro, ce résultat est une conséquence d'un théorème qu'il a prouvé l'année précédente et qui peut être considéré comme le premier résultat sur la sommation des séries divergentes. Il s'agit de considérer la série 1 − 2 + 3 − 4 + … comme un produit de Cauchy de la série de Grandi par elle-même.

Le produit de Cauchy de deux séries, même divergentes, peut être défini. Dans cet exemple, en posant ∑ an = ∑ bn = ∑ (−1)n, les termes du produit de Cauchy de la série de Grandi par elle-même sont :
{\displaystyle {\begin{array}{rcl}c_{n}&=&\displaystyle \sum _{k=0}^{n}a_{k}b_{n-k}=\sum _{k=0}^{n}(-1)^{k}(-1)^{n-k}\\[1em]&=&\displaystyle \sum _{k=0}^{n}(-1)^{n}=(-1)^{n}(n+1).\end{array}}}
et la série produit est donc comme attendu :
{\displaystyle \sum _{n=0}^{\infty }(-1)^{n}(n+1)=1-2+3-4+\cdots .}
Ainsi, une méthode de sommation compatible avec le produit de Cauchy et qui somme la série de Grandi à la valeur 1⁄2 sommera la série 1 − 2 + 3 − 4 + … à la valeur 1⁄4. En combinant cela avec le résultat de la section précédente, on obtient que la série 1 − 2 + 3 − 4 + … et la série de Grandi sont simultanément sommables pour toute méthode linéaire, stable et respectant le produit de Cauchy.
La sommation de Cesàro à l'ordre 1 (dite (C, 1)) permet pourtant de sommer la série de Grandi, mais pas la série 1 − 2 + 3 − 4 + …, comme il a été dit dans l'introduction. Cependant, celle-ci peut être sommée par une méthode de sommation de Cesàro à l'ordre 2 (dite (C, 2)).

## Exemples de méthodes de sommation

### Cesàro et Hölder

Données montrant la somme (H, 2) aboutissant à 1/4.

La première somme de Cesàro de la série 1 − 2 + 3 − 4 + …, est obtenue en calculant, pour chaque n, la moyenne arithmétique des n premières sommes partielles de la série, qui sont :
{\displaystyle 1,\ 0,\ {\frac {2}{3}},\ 0,\ {\frac {3}{5}},\ 0,\ {\frac {4}{7}},\ \dots }.
Cette suite n'étant pas convergente (on vérifie que la suite des termes de rang pair est nulle, et que celle des termes de rang impair tend vers 1⁄2), la série 1 − 2 + 3 − 4 + … n'est pas sommable au sens de Cesàro.
Deux familles de généralisations de la sommation de Cesàro sont usuellement étudiées. La plus simple est la sommation de Hölder, notée (H, n), où la méthode (H, 1) est la méthode de Cesàro ci-dessus, la méthode (H, 2) consiste à considérer les moyennes arithmétiques des moyennes arithmétiques de la méthode (H, 1), et ainsi de suite. La forme générale du me terme obtenu suivant la méthode (H, 2) à partir d'une série dont les sommes partielles sont les αi est ainsi :
{\displaystyle {\frac {1}{m+1}}\sum _{k=0}^{m}{\frac {1}{k+1}}\sum _{i=0}^{k}\alpha _{i}}
Un calcul élémentaire montre que la série 1 − 2 + 3 − 4 + … est (H, 2)-sommable, de somme 1⁄4.
La lettre H fait référence à Otto Hölder, qui le premier montra en 1882 ce qu'on interprète maintenant comme le lien entre la sommation d'Abel et la sommation (H, n) ; la série 1 − 2 + 3 − 4 + … est le premier exemple qu'il considérait. Selon ce résultat, la somme d'Abel de la série 1 − 2 + 3 − 4 + … est donc à nouveau 1⁄4, et ce résultat sera prouvé directement ci-dessous.
Les autres généralisations des méthodes de Cesàro sont notées (C, n). La forme générale du me terme obtenu suivant la méthode (H, 2) à partir d'une série dont les sommes partielles sont les αi est ainsi[réf. nécessaire]:
{\displaystyle {\frac {2}{(m+1)(m+2)}}\sum _{k=0}^{m}\sum _{i=0}^{k}\alpha _{i}}
Un théorème ultérieur montre que ces deux généralisations donnent la même notion de sommabilité, mais leurs origines historiques sont distinctes. Les méthodes (C, n) ont été identifiées par Cesàro en deux temps : il s'en est d'abord approché en 1887, en donnant quelques exemples, notamment celui de la série 1 − 2 + 3 − 4 + … ; puis il les a défini rigoureusement en 1890, de manière à être capable d'énoncer son théorème affirmant que le produit de Cauchy d'une série (C, n)-sommable et d'une série (C, m)-sommable est (C, m + n + 1)-sommable.

### Sommation d'Abel

Sommes partielles de 1−2x+3x^{2}+…, 1/(1 + x)^{2} et limites en 1.

Dans un texte de 1749, Euler reconnaît que la série 1 − 2 + 3 − 4 + … diverge, mais ne renonce pas pour autant à la sommer :

« Affirmer que la somme de la série 1−2+3−4+5−6 etc. est 1⁄4 doit sembler paradoxal. En effet, en additionnant les 100 premiers termes de cette série, on obtient -50, tandis que la somme de 101 termes donne 51, ce qui est complètement différent de 1⁄4, et le devient encore plus si on augmente le nombre de termes considérés. Mais, j'ai déjà remarqué précédemment que le mot somme devait se voir attribuer un sens élargi. »

Euler proposa à de nombreuses reprises une généralisation du terme somme. Ses propositions rejoignent, dans le cas de la série 1 − 2 + 3 − 4 + …, la méthode appelée aujourd'hui sommation d'Abel :

« Il n'y a plus de doute que la somme de la série 1 − 2 + 3 − 4 + … est 1⁄4, puisqu'elle provient du développement de la formule 1⁄(1+1)2, dont la valeur est incontestablement 1⁄4. L'idée devient plus claire en considérant généralement la série 1 − 2x + 3x2 − 4x3 + 5x4 − 6x5 + &c. qui provient du développement de l'expression 1⁄(1+x)2, à laquelle la série considérée est en effet égale en prenant x=1. »

L'identité :
{\displaystyle 1-2x+3x^{2}-4x^{3}+\cdots ={\frac {1}{(1+x)^{2}}}.}
est effectivement vérifiée, et prend un sens analytique sur le domaine {\displaystyle |x|<1}. Cependant, du point de vue moderne, la série 1 − 2x + 3x2 − 4x3 + …, prise isolément en tant que fonction de la variable x, n'est pas définie en x=1, et donc la somme de la série 1 − 2 + 3 − 4 + … ne peut se déduire en évaluant l'identité ci-dessus en x=1. La définition de la somme d'Abel consiste alors à considérer la limite quand x tend vers 1 :
{\displaystyle \lim _{x\rightarrow 1^{-}}\sum _{n=1}^{\infty }n(-x)^{n-1}=\lim _{x\rightarrow 1^{-}}{\frac {1}{(1+x)^{2}}}={\frac {1}{4}}.}
Cette même méthode permet d'attribuer la valeur 1/8 à la somme alternée des nombres triangulaires : {\displaystyle 1-3+6-10+14-\cdots =\sum _{n=1}^{+\infty }(-1)^{n-1}{\frac {n(n+1)}{2}}} car {\displaystyle \sum _{n=1}^{+\infty }{\frac {n(n+1)}{2}}(-x)^{n-1}={\frac {x}{(1+x)^{3}}}}, comme le fait Euler dans le texte ci-dessous.

### Euler et Borel

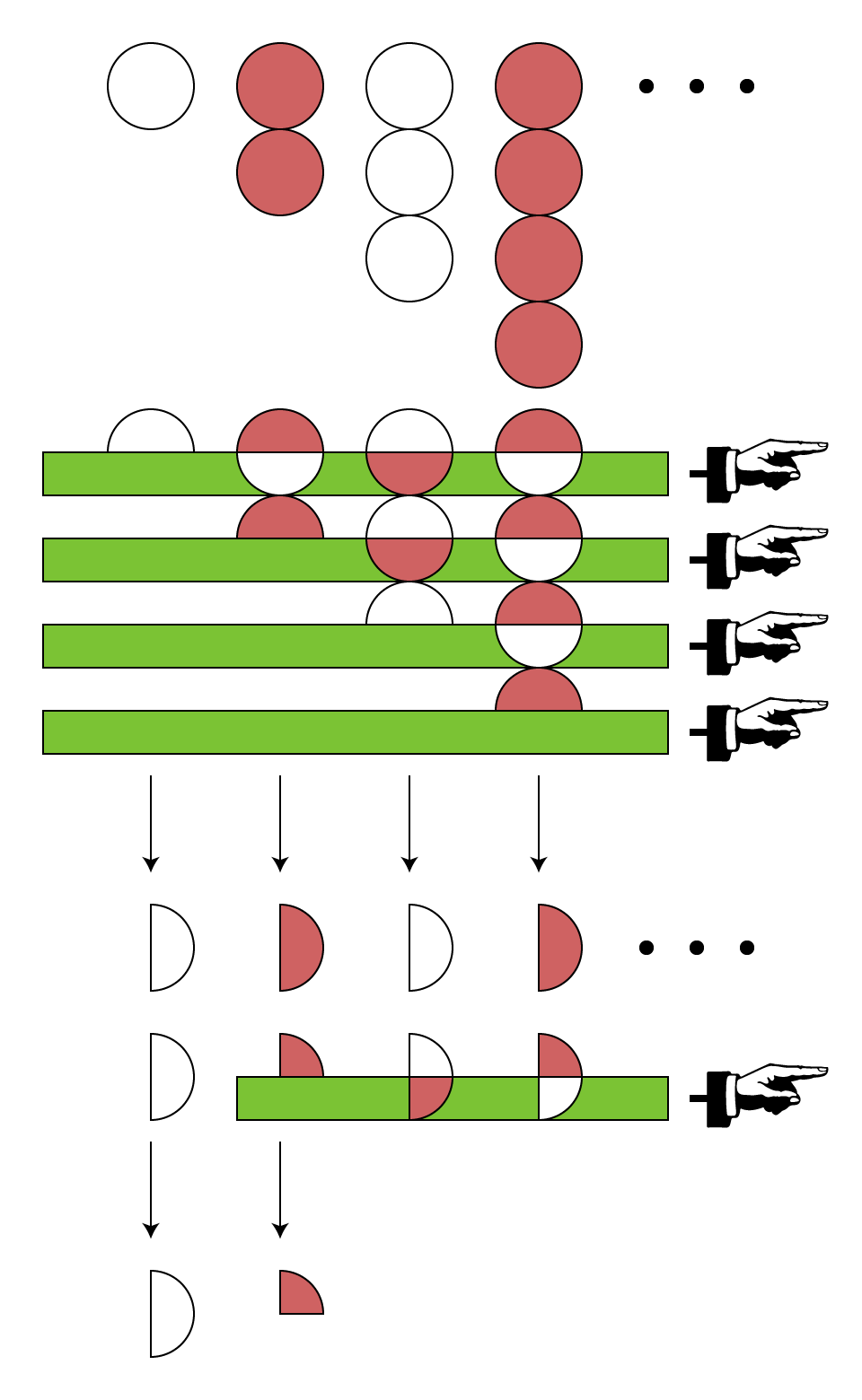
Sommation d'Euler vers 1/2 − 1/4.

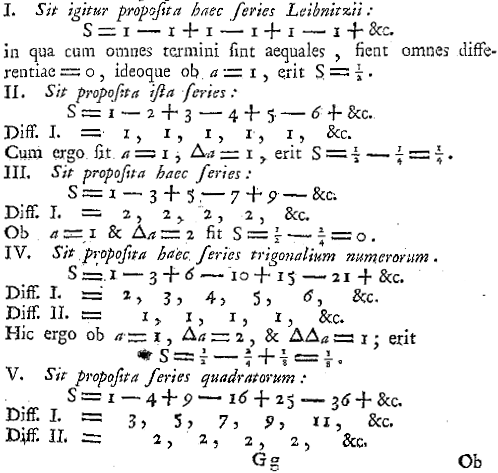
Document d'Euler où il détaille la méthode décrite ci-contre

Euler étudia la série via une autre technique de son invention, la transformation d'Euler. Celle-ci se calcule, pour la série alternée, en considérant les différences successives entre les valeurs absolues {\displaystyle a_{0}=1,\ a_{1}=2,\ a_{2}=3,\ a_{3}=4,...} des termes de la série, c'est-à-dire ici {\displaystyle a_{1}-a_{0}=\Delta a_{0}=1,\Delta a_{1}=1,\Delta a_{2}=1,...}. La transformée d'Euler est définie en général en itérant ce processus, mais dans cet exemple, la suite des {\displaystyle \Delta a_{i}} obtenue étant constante, les suites obtenues ensuite sont triviales. La transformée d'Euler de 1 − 2 + 3 − 4 + … est alors définie comme :
{\displaystyle {\frac {1}{2}}a_{0}-{\frac {1}{4}}\Delta a_{0}+{\frac {1}{8}}\Delta ^{2}a_{0}-\cdots ={\frac {1}{2}}-{\frac {1}{4}}.}
Du point de vue moderne, on dit que la série 1 − 2 + 3 − 4 + … est sommable au sens d'Euler, et a pour somme 1⁄4.
La sommabilité au sens d'Euler implique une autre propriété de sommabilité. En écrivant 1 − 2 + 3 − 4 + … sous la forme :
{\displaystyle \sum _{k=0}^{\infty }a_{k}=\sum _{k=0}^{\infty }(-1)^{k}(k+1),}
on considère la série entière suivante :
{\displaystyle a(x)=\sum _{k=0}^{\infty }{\frac {(-1)^{k}(k+1)x^{k}}{k!}}=e^{-x}(1-x).}
La somme de Borel de 1 − 2 + 3 − 4 + … est alors :
{\displaystyle \int _{0}^{\infty }e^{-x}a(x)\,\mathrm {d} x=\int _{0}^{\infty }e^{-2x}(1-x)\,\mathrm {d} x={\frac {1}{2}}-{\frac {1}{4}}.}

### Séparation des échelles
Saichev et Woyczyński parviennent à l'identité 1 − 2 + 3 − 4 + … = 1⁄4 en appliquant seulement deux principes physiques : la relaxation infinitésimale et la séparation des échelles. Ces principes les amènent à définir une large famille de méthodes de sommation, dites méthodes de φ-sommation, qui parviennent toutes à traiter la série 1 − 2 + 3 − 4 + … :
Si φ est une fonction de classe {\displaystyle C^{2}}, dont la dérivée et la dérivée seconde sont intégrables sur ]0, ∞[, telle que φ(0) = 1, et que la fonction {\displaystyle x\mapsto x\varphi (x)} a une limite nulle en +∞, alors :
{\displaystyle \lim _{\delta \rightarrow 0^{+}}\sum _{m=0}^{\infty }(-1)^{m}(m+1)\varphi (\delta m)={\frac {1}{4}}.}
Ce résultat est une généralisation de la sommation d'Abel, qui correspond au cas particulier φ(x) = exp(−x).

## Généralisations

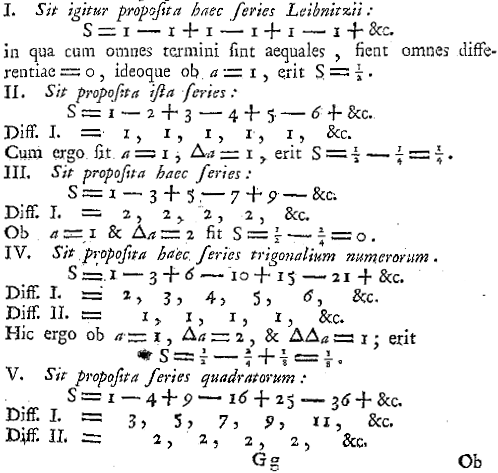
Euler somme des séries analogues dans les Institutiones de 1755.

Le cube de Cauchy de 1 − 1 + 1 − 1 + … est 1 − 3 + 6 − 10 + …, qui est la série alternée dont les termes ont pour valeur absolue les nombres triangulaires ; ses sommes d'Abel et d'Euler sont 1⁄8. Sa puissance quatrième est 1 − 4 + 10 − 20 + …, qui est la série alternée dont les termes ont pour valeur absolue les nombres tétraédriques ; sa somme d'Abel est 1⁄16.
Une autre généralisation consiste à considérer la série 1 − 2 + 3 − 4 + … comme un cas particulier de la famille de séries 1 − 2n + 3n − 4n + …, pour n entier naturel non nul. Les sommes d'Abel de ces séries sont :
{\displaystyle 1-2^{n}+3^{n}-\cdots ={\frac {2^{n+1}-1}{n+1}}B_{n+1}}
où Bn désigne le n-ième nombre de Bernoulli ; ces sommes sont en particulier nulles pour n pair. Ce résultat est tourné en dérision par Abel en 1826 :

« Les séries divergentes sont une invention du diable et c’est une honte qu’on ose fonder sur elles la moindre démonstration. On peut tirer d’elles tout ce qu’on veut quand on les emploie et ce sont elles qui ont produit tant d’échecs et tant de paradoxes. Peut-on penser chose plus effroyable que de dire :
{\displaystyle 0=1-2^{n}+3^{n}-4^{n}+\ldots \quad (n>0)}
Mes amis, voici quelque chose dont il faut se moquer. »

Le maître de Cesàro, Eugène Catalan, dédaignait aussi les séries divergentes. Sous son influence, Cesàro qualifia d'abord les formules ci-dessus concernant 1 − 2n + 3n − 4n + … d'« identités absurdes », et en 1883, partageait le point de vue de l'époque selon lequel il s'agissait de formules fausses, quoique, d'une certaine façon, formellement utiles. C'est finalement en 1890, dans son article Sur la multiplication des séries, que Cesàro adopta le point de vue moderne sur le sujet.
Pour des valeurs non entières de l'exposant n, cette famille de séries devient la fonction êta de Dirichlet, dont la recherche de l'équation fonctionnelle fut une des motivations d'Euler pour l'étude de la série 1 − 2 + 3 − 4 + …. Cette fonction êta est liée à la fonction zêta de Riemann, mais est plus simple à étudier. Le fait qu'elle soit sommable au sens d'Abel, pour toute valeur de son paramètre, à la différence de la fonction zêta, en est une raison. Par ailleurs, Euler s'était déjà distingué en calculant les valeurs de la fonction zêta aux entiers pairs (ce qui résolvait notamment le problème de Bâle), et cherchait à faire de même aux entiers impairs (ce dernier problème reste largement ouvert aujourd'hui) .

### En anglais
- (en) Richard Beals, Analysis : An Introduction, Cambridge, Cambridge UP, 2004, 1re éd., 261 p., poche (ISBN 978-0-521-60047-7, LCCN 2004040687, lire en ligne)
- (en) Harry F. Davis, Fourier Series and Orthogonal Functions, New York, Dover, mai 1989, 403 p. (ISBN 978-0-486-65973-2, LCCN 88034072, lire en ligne)
- (en) Leonhard Euler (trad. Lucas Willis et Thomas J Osler), « Translation with notes of Euler's paper: Remarques sur un beau rapport entre les séries des puissances tant directes que réciproques », The Euler Archive, 2006
- (en) Giovanni Ferraro, « The First Modern Definition of the Sum of a Divergent Series: An Aspect of the Rise of 20th Century Mathematics », Arch. Hist. Exact Sci., vol. 54, no 2,‎ juin 1999, p. 101-135 (DOI 10.1007/s004070050036)
- (en) Ivor Grattan-Guinness, The Development of the Foundations of Mathematical Analysis from Euler to Riemann, Cambridge, MIT Press, 1970 (ISBN 978-0-262-07034-8, LCCN 75110228)
- (en) G. H. Hardy, Divergent Series, Clarendon Press, 1949 (LCCN 91075377)
- (en) Morris Kline, « Euler and Infinite Series », Mathematics Magazine, vol. 56, no 5,‎ novembre 1983, p. 307-314 (JSTOR 2690371)
- (en) Shaughan Lavine, Understanding the Infinite, Cambridge, Harvard UP, 1994, 2e éd., 372 p., poche (ISBN 978-0-674-92096-5, LCCN 93049697, lire en ligne)
- (en) A. I. Markushevich, Series : Fundamental Concepts with Historical Exposition, Hindustan Pub. Corp., 1967 (LCCN 68017528)
- (en) A. I. Saichev et W. A. Woyczyński, Distributions in the Physical and Engineering Sciences, vol. 1, Boston, Birkhaüser, 1996, 336 p. (ISBN 978-0-8176-3924-2, LCCN 96039028, lire en ligne)
- (en) John Tucciarone, « The development of the theory of summable divergent series from 1880 to 1925 », Arch. Hist. Exact Sci., vol. 10, nos 1-2,‎ janvier 1973, p. 1-40 (DOI 10.1007/BF00343405)
- (en) Anders Vretblad, Fourier Analysis and Its Applications, New York, Springer, 2003, 269 p. (ISBN 978-0-387-00836-3, LCCN 2003044941, lire en ligne)
- (en) John E. Weidlich, Summability methods for divergent series, Stanford M.S. theses, juin 1950 (OCLC 38624384)

### En français
- Leonhard Euler, « Remarques sur un beau rapport entre les séries des puissances tant directes que réciproques », Mémoires de l’académie des sciences de Berlin, no 17,‎ 1768 (lire en ligne)
- Marc Zamansky, « La sommation des séries divergentes », Mémorial des sciences mathématiques, no 128,‎ 1954 (lire en ligne)
- Jean-Pierre Ramis : "Les séries divergentes", Pour la Science n°350, décembre 2006